# Fantômette contre Satanix
Fantômette contre Satanix est le 42e roman de la série humoristique Fantômette créée par Georges Chaulet, publié en 1981 chez Hachette.
Le récit met en scène un homme, « Satanix » qui commet des attentats. Il annonce qu'il n'arrêtera ses attentats que s'il est nommé président de la République française.

## Caractéristiques du roman
- En premier lieu, le roman a la particularité d'évoquer trois occurrences distinctes de Satanix et de montrer comment Fantômette réagit face à ces situations. Ainsi, après le chapitre VI, sont insérés des chapitres II-bis, III-bis et IV-bis qui évoquent une deuxième situation problématique, puis des chapitres II-ter, III-ter et IV-ter qui évoquent une troisième situation problématique. Le roman reprend son cours dans les chapitres VII, VIII et IX.

- En second lieu, des encadrés sont insérés en fin de chaque chapitre par lesquels l'auteur attire l'attention du lecteur ou de la lectrice sur telle ou telle information donnée durant le chapitre.

## Personnages principaux
- Personnages récurrents
  - Françoise Dupont / Fantômette : héroïne du roman.
  - Ficelle : amie de Françoise et de Boulotte.
  - Boulotte : amie de Françoise et de Ficelle.
  - « Œil de Lynx » : journaliste, ami de Fantômette.

- Personnages liés au roman
  - Satanix

## Incipit
Le roman commence par ce message de l’auteur au lecteur :
« Ami lecteur, amie lectrice,
Si tu connais déjà les exploits de la justicière Fantômette, tu as sans doute deviné le nom de la fille qui se cache sous son masque.
Si ce livre est le premier Fantômette que tu lis, tu sauras que la mystérieuse aventurière est certainement un écolière de Framboisy, peut-être la blonde Ficelle, ou la brune Françoise, ou la gourmande Boulotte.
Mais il y a d'autres énigmes à éclaircir dans ce volume, c'est pourquoi je te demande de le lire très attentivement, chaque détail pouvant avoir son importance. En cours de lecture, des indications te seront données pour t'aider dans ton enquête.
L'auteur »

## Résumé
Remarque : le résumé est basé sur l'édition parue dans la Bibliothèque rose en 1981.

### Mise en place de l'intrigue
Chapitres 1 à 6.
De retour d'un voyage dans un pays lointain, Fantômette apprend qu'un mystérieux « Satanix » a récemment commis des attentats spectaculaires et qu'il a annoncé qu'il ne les arrêterait que s'il est nommé président de la République française.
Pendant ce temps, Ficelle s'est entichée de radiesthésie et des pouvoirs supposés d'un pendule. Elle déclare à Françoise qu'elle se fait fort de découvrir où Satanix commettra son prochain attentat. Françoise, qui ne croit pas du tout à la radiesthésie, en parle à son ami Œil de Lynx, qui au contraire affirme que Ficelle pourrait obtenir des résultats étonnants.
Le soir, Ficelle, Françoise et Boulotte, ainsi qu'Œil de Lynx, assistent à une séance de radiesthésie. Ficelle annonce que l'attentat se produira aux Galeries Farfouillette.
Le lendemain, Fantômette, Œil de Lynx, « Chose » et « Machin » (deux journalistes collègues d'Œil de Lynx) vont surveiller les Galeries Farfouillette. L'attentat (une explosion suivie d'un incendie) se produit effectivement à midi, heure où Satanix commet habituellement ses attentats. La police, appelée sur les lieux, ne sait quoi faire.

### Deux autres aventures alternatives
Chapitres II-bis, III-bis, IV-bis, II-ter, III-ter, IV-ter.
L'auteur avertit le lecteur que la première aventure narrée dans les chapitres précédents concerne l'hypothèse où Ficelle aurait été intéressée, non pas par la radiesthésie, mais d'autres pseudosciences.
La première aventure alternative est donc celle dans laquelle Ficelle est intéressée par la divination à l’aide du tarot de Marseille. Elle prédit que l'attentat de Satanix se produira au quai d'embarquement des bateaux-mouche à Paris. Fantômette et Œil de Lynx se précipitent à ce lieu. Fantômette parvient in extremis à éviter le choc d'un bateau contre le quai. Une explosion a lieu, mais personne n'est blessé.
La seconde aventure alternative est celle dans laquelle Ficelle est intéressée par le spiritisme. Au cours d'une séance de spiritisme, elle évoque l'âme de Satanix qui répond qu’il va attaquer l'école Guy-Gnol de Framboisy. Fantômette et Œil de Lynx se précipitent à l'école. Là encore, Fantômette parvient in extremis à éviter l'explosion d'un camion rempli d'explosifs à proximité de l'école. L'explosion a lieu mais personne n'est blessé.

### Dénouement et révélations finales
Chapitres 7 à 9.
Fantômette a découvert que Satanix a pris la place de son ami journaliste Œil de Lynx : l’homme parlait avec la voix enrouée et avait autour du cou une solide écharpe qui cachait une partie de son visage. Elle suit le « faux Œil de Lynx » jusqu'à son repaire. Après une explication finale entre l'aventurière et le bandit, la police (prévenue par Fantômette) intervient et arrête Satanix. Le vrai Œil de Lynx est libéré de sa geôle.
Le roman se termine par le fait que Ficelle s'est déguisée en magicienne et annonce plusieurs prédictions à ses proches amies. Toutes ses prédictions se révèleront très vite totalement fausses.